# Kennin-ji
Kennin-ji (japonès: 建仁寺) o Zuiryusan Kennin-ji (禅居庵 建仁寺) és un temple de budisme zen al barri de Gion de Kyoto, al Japó, Se'l coneix també sota el nom de Marishiten-dō (摩利支天堂). Fou fundat el 1202 per Eisai a petició de Minamoto no Yoriie. És el temple principal de l'escola zen Rinzai. Fou anomenat gozan (un dels cinc grans temples de Kyoto) el 1334. Controla actualment gairebé setanta temples annexos. El conjunt dels edificis daten del segle xviii a excepció de la chūmon (中門, porta central) que data de la creació del temple i la pagoda a cinc pisos, Yasaka-tō (八坂塔), erigida el 1440 i restaurada el 1618. El temple conté igualment  jardins zen. El Kennin-ji és igualment reputat per ser l'indret on el mestre zen Dōgen va seguir una instrucció sobre el zen Rinzai i on hi ha enterrades les seves restes.